# Karl Tschamber
Karl Tschamber est un historien local du Markgräflerland né le 4 juillet 1863 à Helfrantzkirch et mort le 1er juillet 1932 à Bâle (Suisse).

## Biographie
Lorsque Karl Tschamber naît, la commune d'Helfrantzkirch fait partie du Second Empire français dirigé par Napoléon III. Après la guerre franco-prussienne de 1870, il effectue l'essentiel de sa scolarité dans le Land allemand d'Alsace-Lorraine nouvellement créé. Par la suite, il suit des études secondaires à Colmar. Après avoir obtenu son diplôme, Tschamber obtient un poste d'enseignant à Huningue en 1884 dans une école dont où il devient plus tard le directeur. C'est à ce moment que Tschamber débute ses travaux sur l'histoire de Huningue, et par extension sur la rive droite du Rhin (les quartiers de Friedlingen et d'Hiltelingen). Il publie un premier livre sur Huningue en 1894.
Quand l'Alsace redevient française en 1918, l'État français procède à une refrancisation profonde du territoire et de ses habitants. Les enfants de Tschamber et sa femme, originaire de Baden, deviennent des citoyens de deuxième classe, ce qui fait perdre son poste d'enseignant à Karl. Dans ces circonstances, la famille Tschamber quitte l'Alsace pour se rendre de l'autre côté de la frontière, à Weil am Rhein. Il trouve un poste aux Archives de Bâle, où il reprend notamment l'étude du registre foncier historique de Karl Stehlin (de). En 1928, il publie une chronique intitulée Chronik von Weil.
Tschamber meurt le 1er juillet 1932 au Claraspital de Bâle, puis est inhumé au cimetière de Weil am Rhein. En son souvenir, une école primaire de Weil am Rhein et une rue de Huningue portent son nom.

## Publications

### Livres
- (de) Geschichte der Stadt und ehemaligen Festung Hüningen, Saint-Ludwig (Saint-Louis), 1894 (le texte en intégralité sur archive.org).
- (de) Friedlingen und Hiltelingen. Ein Beitrag zur Geschichte der Ödungen im badischen Lande, Hüningen (Huningue), auto-publié en 1900 (le texte en intégralité sur archive.org).
- (de) Der deutsch-französische Krieg von 1674–75, Hüningen (Huningue), maison d'édition Katl Weber, 1906.
- (de) Chronik der Gemeinde Weil, Weil/Baden, Grenzbote, 1928.

### Biographies
- (de) Uwe Kühl, Karl Tschamber (1863–1932): ein Heimatforscher zwischen Frankreich und Deutschland in. Karl-Tschamber-Schule Weil: 50 Jahre Karl-Tschamber-Schule Weil am Rhein, Weil am Rhein, 2005, pp. 46-50 (lire en ligne [PDF]).
- (de) Der erste Chronist der Weiler Geschichte, Badische Zeitung, 4 juillet 2013, édition Lörrach, page 27 (lire en ligne).
- Jean-Marie Schelcher : Karl Tschamber : à quand sa rue à Huningue ?, Bulletin de la Société d'Histoire de Huningue, vol. 36 (1991), pp. 163-172 (lire en ligne).
- (de) Das Zentenarium des Historikers Tschamber, Annuaire de la Société d'histoire sundgovienne, 1963, p. 112 (lire en ligne).